# Spervogelton
Als Spervogelton werden die in den Handschriften A und C (1–11) überlieferten Sangsprüche des Dichters Spervogel bezeichnet. Die Sprüche sind außerdem in der Jenaer Liederhandschrift (J) überliefert.

## Überlieferung
Unter dem Namen Spervogel sind mehrere Strophen in drei verschiedenen Handschriften überliefert. Die Handschriften sind zu unterschiedlichen Zeiten entstanden und enthalten teilweise die gleichen, teilweise aber auch unterschiedliche Texte. Die Handschriften werden in der Forschung A, C und J genannt.
A Die Kleine Heidelberger Liederhandschrift, entstanden etwa um 1275.

C Die Große Heidelberger Liederhandschrift (oder Mannesische Liederhandschrift), entstanden etwa 1300 bis 1340.

J Die Jenaer Liederhandschrift, entstanden Mitte des 14. Jahrhunderts.
Die Überlieferung von Lied und Sangspruch lief im 13. und 14. Jahrhundert parallel. In den Handschriften A und C * sind sowohl Minnesänger als auch Spruchdichter vertreten. In Handschrift A scheint noch ein Überlieferungstyp wie im romanischen Chansonnier durch: Vor jeder Strophe bzw. vor jedem Lied wird der Autorname wiederholt. Handschrift J ist eine reine Sangspruchhandschrift und unterscheidet sich auch in ihrer Überlieferungsform, einer Rolle, von A und C. Dies deutet auf eine frühe Ausdifferenzierung zwischen den Gattungen Minnesang und Sangspruchdichtung hin. Vielleicht war es für die Sangspruchdichter aufgrund ihrer Lebensweise als Fahrende einfacher, Schriftrollen mitzunehmen als gebundene Werke.

### Probleme der Überlieferung mittelhochdeutscher Lyrik
Es gibt verschiedene Faktoren, die dafür verantwortlich sein können, dass uns die ursprünglich vom Dichter gedachte Form der Texte nicht mehr erhalten ist. Für einen relativ großen Teil der Textveränderungen sind wohl die mittelalterlichen Schreiber verantwortlich. Oft wurden beim Abschreiben von einer Vorlage (oder aus dem Gedächtnis) ganze Strophen vergessen und an anderer Stelle nachgetragen. Gelegentlich versuchten die Schreiber auch, bereits verblichene Stellen wieder auszubessern, was teilweise völlig neue (und nicht mehr dem Original entsprechende) Sinnzusammenhänge schuf, was bei Texten, die uns nur in einer einzigen Handschrift erhalten sind, nicht nachprüfbar ist. Des Weiteren haben auch die mittelalterlichen Sammler (die wohl nur selten mit den Schreibern identisch waren) das ihnen vorliegende Material willkürlich zusammengestellt, so dass auch hier Strophenabfolgen verändert wurden. Die Sänger, die ihre Lieder zu immer neuen Anlässen vorgesungen haben, veränderten zudem oft Strophenabfolge, Umfang und sogar Wortlaut der ihnen bekannten Sangsprüche. Es ist auch nicht auszuschließen, dass die Dichter selber, die teilweise mit den Sängern identisch waren, ihre Lieder veränderten und mehrere Fassungen hinterließen.

### Autorenzuschreibung in den überlieferten Handschriften
Die in den Handschriften überlieferten Strophen lassen sich in zwei Hauptgruppen unterscheiden. Jede dieser Gruppen bildet einen eigenen Ton (Ton = mehrere Sprüche gleicher oder ähnlicher Bauart). Nur die erste Gruppe lässt sich mit großer Wahrscheinlichkeit Spervogel zuschreiben, da die jüngste Handschrift J (die von A und C unabhängig ist) ausschließlich Strophen der gleichen metrischen Bauart enthält. Der zweite Ton umfasst 28 Strophen und ist ausschließlich in den Handschriften A und C überliefert. Über den Namen des Verfassers des zweiten Tons ist sich die Forschung nicht einig, er wird aber meist Herger genannt.
In den Handschriften sind außerdem noch vier Strophen überliefert, die dem jungen Spervogel zugeschrieben werden. Darüber hinaus drei Einzelstrophen, deren Bau und Alter sich unterscheiden, und ein fünfstrophiges Neidhart-Lied sowie zwei Strophen eines Liedes von Leuthold von Seven.

### Gemeinsame Vorlage *AC
Die enge Verwandtschaft der Texte in Handschrift A und Handschrift C lassen darauf schließen, dass einst eine Gemeinsame Vorlage, Handschrift *AC, existiert hat. Diese (nie gefundene) Quelle hätte dann die Vorlage für die Strophen 1–11 in den Handschriften A und C sein können. Außerdem für 15 Strophen Hergers (12–26 in A und C), sieben Einschubstrophen (27–33 in A und C) und weitere 13 Strophen Hergers (41–53 in A und 34–46 in C). Allerdings ist die Herkunft der Strophen, die nur in A oder nur in C überliefert sind, nicht klar. Dies bezieht sich auf sieben weitere Einschubstrophen (34–40 in A), sieben Sprüche, die Herger zugeschrieben werden (47–53 in C) und eine Einzelstrophe am Ende der Handschrift C, die dem „jungen Spervogel“ zugeschrieben wird (54 in C). Sie könnten entweder alle in der Vorlage *AC existiert haben oder aber erst später hinzugefügt worden sein. Auf jeden Fall gilt es als sicher, dass zwischen der Vorlage *AC und der Handschrift A, sowie zwischen *AC und C mehrere Überlieferungsstufen existiert haben müssen.

### Die Melodie-Überlieferung
Melodien wurden lange Zeit mündlich weitergegeben, dafür sprechen die vielen notenlosen Liederhandschriften. Für die Sangspruchdichtung gibt es allerdings, verglichen mit dem Minnelied, relativ viele und frühe Überlieferungen der zugehörigen Melodien. Eine der wichtigsten Quellen ist die oben erwähnte Jenaer Liederhandschrift (Handschrift J), die für den Großteil der Töne Melodien mitliefert. Insgesamt überliefert J 75 Melodien, von denen 65 auch ausschließlich in J überliefert sind. Zu den zehn anderen gibt es Parallelüberlieferungen. Es gibt außerdem Melodien, die nur in der Kolmarer Liederhandschrift (Im weiteren „t“ genannt) überliefert sind. Dazu zählt der erste Ton des „jungen Spervogel“. Außerdem sind in t und in J Melodien zu Sprüchen von Spervogel überliefert, hier allerdings unter dem Namen „junger Stolle“.

## Inhalt des Spervogeltons
Hier sollen die elf Strophen des Spervogeltons inhaltlich wiedergegeben und gedeutet werden, in der Reihenfolge, in der sie in „Des Minnesangs Frühling“ zu finden sind.
Strophe 1 (20,1–1AC)

In der ersten Strophe erteilt das Sprecher-Ich den Rat, dass einer, der in vremeden landen durch große Taten einen guten Ruf erworben hat, lieber nicht mehr heimkehren sollte, wenn er zuhause nicht den gleichen muot besitzt. Er vergleicht die Person mit einem trägen Esel, der mit einem schnellen Pferd mitzurennen versucht. Ein guter Herr soll bedacht auf Lob in der Heimat sein.
Strophe 2 (20,9 – 2AC, 12J)

In dieser Strophe wird ein Vergleich aufgestellt. Die „jungen hunde“ und den „rôten habech“ kann man ohne Bedenken in die Gefahr lassen (Die jungen Hunde zum Bären und den Habicht zum Reiher), diesen „soll man seine Liebe nicht zuwenden“. Wen man aber ehren und lieben sollte, ist Gott (Vers fünf: mit rehten triuwen minnen got). Außerdem soll man den Rat eines weisen Mannes annehmen und diesem auch folgen. Hier empfiehlt der Dichter seine Dienste und seine Lehre.
Strophe 3 (20,17–3AC)

Der Anfang dieser Strophe hat einen inhaltlichen Bezug zu dem vorhergehenden Spruch. Wer Rat sucht und diesem auch folgt, dem sei gedankt. Der Dichter nennt in Vers drei sogar seinen (vermeintlichen) Namen: Spervogel. In dieser Strophe versucht das Sprecher-Ich die Wichtigkeit der Belehrung zu betonen. Außerdem wird in dieser Strophe der Herr, dem dieses Lied offensichtlich vorgetragen werden sollte, gelobt. Der hier besungene Herr (der, wie der Dichter wohl hofft, dem Rat eines weisen Mannes folgt) würde seine Ehre immer mehr steigern, selbst wenn er tausend Jahre lebte.
Strophe 4 (20, 25–4AC)

Diese Strophe scheint nicht ganz in den Zusammenhang zu passen. Der Text spricht von Helden, die wohl großes Leid und Verlust erlebt haben. Der Dichter ermahnt, nicht zu verzagen und es wirkt, als wollte er die betroffenen Personen aufmuntern. Dieser Spruch könnte an Kreuzfahrer gerichtet sein, die einen gescheiterten Kreuzzug hinter sich haben und all ihre Habe verloren haben. In der fünften Zeile weist der Dichter darauf hin, dass veigez guot (nhd.: käufliches Gut) verloren wurde. Dies könnte eine Anspielung darauf sein, dass dieses Gut nicht so wichtig sei, da es höhere Güter als die materiellen gebe. Die Strophe könnte sich eventuell auf den Kreuzzug gegen die Albigenser beziehen, an dem auch deutsche Ritter beteiligt waren. Der Spruch hätte gedichtet werden können, um die Ende 1212/Anfang 1213 heimkehrenden Kreuzfahrer aufzumuntern. Darauf weist auch der letzte Vers hin: der umbe suln wir niht verzagen. ez wirt noch baz versuochet, der die Aussicht auf einen erneuten Kampf in den Raum stellt. Diese Theorie ist allerdings anhand sehr weniger Anhaltspunkte gestützt und die wahre Motivation für den Spruch könnte eine ganz andere sein. In jedem Fall passt der Spruch inhaltlich und formal nicht in den Zusammenhang der anderen Sprüche in diesem Ton.
Strophe 5 (21,5–5AC, 10J)

Die fünfte Strophe beschäftigt sich mit der Klage des Dichters über den Mangel an Geld. Der letzte Vers dieser Strophe behandelt die Wertschätzung (die in Geld ausgedrückt werden könnte), die dem Dichter nicht entgegengebracht wird. Die Metaphern lieht (nhd.: „Licht“; In der Hand eines fremden Mannes) und Blindheit (daz vröit den blinden selten.) können als Verstandesmetaphern gedeutet werden. Ein interpretativer Übersetzungsvorschlag wäre „Über das Licht des Klugen freut sich der Dumme nicht“.
Strophe 6 (21, 13–6CAJ)

Dieser Spruch beginnt mit der Enttäuschung, die sich einstellt, wenn man voller Hoffnung und mit großem Einsatz versucht, ein Ziel zu erreichen und schließlich erkennen muss, dass man einem Trugbild hinterher gejagt hat. In dieser Strophe äußert das Sprecher-Ich den Verdacht, sich als Diener in seinem Herren getäuscht zu haben. Dies wird in Vers fünf und dienet einem boesen man deutlich. Wenn man einem boesen man dient, so ist das, als würde man in ihm einen Freund suchen, obwohl dieser keiner ist. In dieser Strophe klingt es so, also würde der Diener es bereuen, nicht vorher besser darauf geachtet zu haben, welchem Herren er sich verpflichtet.
Strophe 7 (21,21–7AC)

Die siebte Strophe beginnt mit dem Vorwurf, dass die Dienste des Dieners nicht genügend anerkannt werden. In Vers zwei beschwert sich das Sprecher-Ich, dass es sich einen Schlüssel (miteslüzzel) mit einem anderen teilen muss, der als untreu gilt. Dieser Schlüssel könnte für eine Truhe sein, in der der Dichter seine persönlichen Sachen aufbewahren konnte. Es könnte sich jedoch ebenso gut um eine Metapher handeln. Der Dichter beschreibt in den folgenden Versen, dass er einen Nachteil davon hat, mit dieser anderen Person einen Schlüssel zu teilen, da diese als untreu gilt und auch sein eigener Ruf darunter leide. Die Lage des Dichters bzw. Dieners wird nun immer verzweifelter und er sieht nicht mehr, wie er selbst sich aus dieser Situation retten kann. Im letzten Vers der Strophe bringt das Sprecher-Ich die verzweifelte Erkenntnis zum Ausdruck, dass nur noch Gott ihm helfen könne, andernfalls würde er zugrunde gehen.
Strophe 8 (21,29–8AC)

Diese Strophe lässt sich gut in drei Abschnitte einteilen. Im ersten Teil (bestehend aus den ersten zwei Versen) erklärt der Dichter, dass die Erfolge eines Dichters weniger von seiner Kunst und seinem Können, als vielmehr von Glück und Gunst abhängen. Im mittleren Teil richtet sich das Sprecher-Ich direkt an den Herren. Er macht sein junges Alter für fehlende Tugenden verantwortlich (Vers drei: tump=unerfahren). Ein Greis dagegen würde sich vorbildlicher verhalten (Vers fünf: zuht, hier: Vorbildlichkeit, grâwe: Greis). Im letzten Teil der Strophe betont der Dichter, dass ein gutes Gefühl wichtig für den Abschluss eines Geschäfts zwischen zwei Personen (hier: Dichter und Gönner) ist. Entsteht jedoch aus dem Handel ein Schaden, kann man sich nicht länger miteinander verwandt fühlen (sô scheidet schade die mâge). Diese Aussage kann als versteckte Drohung des Dichters verstanden werden. Der Dichter möchte freundlich behandelt werden, sonst scheiden sich die Wege von Dichter und Gönner. Die Stimmung des Spruchdichters ist allgemein verbittert, er scheint einzusehen, dass es zum Bruch kommen muss.
Strophe 9 (22,1 – 9 AC)

In dieser Strophe ermahnt der Dichter den Herren, einen anständigen (biderben) Mann dreißig Jahre lang im Dienst zu behalten, da der Dichter dem Herren in Zukunft noch gute Dienste leisten könne. Das Sprecher-Ich versucht hier, den Herren davon zu überzeugen, dass er einen großen Wert für ihn darstellt. Der Herr hat anscheinend damit gedroht, den Dichter zu entlassen. Der Dichter versucht in dem letzten Vers der Strophe zu betonen, dass es ihm nicht um sein eigenes, sondern um das Wohl des Herren geht (jô enrede ich ez niht dur mînen vromen).
Strophe 10 (22,9 – 10 AC, 9J)

In Strophe zehn beklagt sich das Sprecher-Ich darüber, dass die Armut ihm seines Verstandes und seines Witzes beraubt (so we dir, armout!). Diese Strophe schließt sich sehr gut an die vorangehende an, in der der Herr dem Diener wohl mit Rauswurf gedroht hat. Der Diener ist entlassen und arm. Er muss sich auf die Suche nach einem neuen Dienstherren machen.
Strophe 11 (22,17–11CA)

Diese hier als letzte behandelte Strophe stellt einen Lichtblick für das Sprecher-Ich da. Direkt im ersten Vers begrüßt er einen „neuen Gönner“ mit den Worten Sô wol dir, wirt. Es könnte allerdings auch sein, dass der Dichter die Gunst des alten Herren zurückgewonnen hat (mehr zu diesem Ansatz weiter unten).

## Stil
Der Stil Spervogels hat im Allgemeinen einen eher unpersönlichen Charakter, verglichen mit dem Stil von Herger oder Walther von der Vogelweide. Es werden kaum Eigennamen genannt und er benutzt nur sehr selten das Anredewort „du“. Die Sprüche sind eher intellektuellen Charakters, Gefühle werden kaum ausgedrückt, sondern nur gedanklich angedeutet. Der Dichter scheint sich mit der Rolle des Ratgebers zu identifizieren und sieht sich weniger als Individuum. Es ist oft unklar, ob er aus eigener Erfahrung spricht oder von einer „fremden, der er nur als Zuschauer gegenübersteht“. Häufig benutzt der Dichter die Form der Priamel. Er reiht scheinbar Unzusammenhängendes aneinander um dann am Schluss einen Zusammenhang herzustellen, der meist von moralischer Natur ist – er strebt bewusst nach „Geist und Wirkung“. Spervogel gebraucht nur eine Strophenform; den dreifachen Paarreim (a-a, b-b, c-c).

## Anordnung der Strophen
Es ist fraglich, ob die Strophen Spervogels tatsächlich in ihrer ursprünglich gedachten Reihenfolge überliefert wurden. Reinhard Bleck hat eine aufwändige Untersuchung gemacht und kam zu dem Schluss, dass die verschiedenen Sprüche im Spervogelton ursprünglich ein Lied mit 23 Strophen waren, dessen Reihenfolge bei der Überlieferung verloren gegangen ist. Er rekonstruierte folgende Strophenfolge:
| Strophe | A   | C   | J   |
| ------- | --- | --- | --- |
| 1       | –   | –   | 13J |
| 2       | 11A | 11C | –   |
| 3       | 1A  | 1C  | –   |
| 4       | 5A  | 5C  | 10J |
| 5       | –   | –   | 11J |
| 6       | 2A  | 2C  | 12J |
| 7       | 3A  | 3C  | –   |
| 8       | –   | –   | 7J  |
| 9       | –   | –   | 1J  |
| 10      | –   | 49C | 3J  |
| 11      | –   | –   | 2J  |
| 12      | 9A  | 9C  | –   |
| 13      | 8A  | 8C  | –   |
| 14      | –   | 53C | 5J  |
| 15      | –   | 51C | 4J  |
| 16      | –   | 52C | –   |
| 17      | 6A  | 6C  | 6J  |
| 18      | 7A  | 7C  | –   |
| 19      | 10A | 10C | –   |
| 20      | –   | 48C | –   |
| 21      | –   | 50C | 8J  |
| 22      | –   | 47C | –   |
| 23      | 4A  | 4C  | –   |

Die Verknüpfungen zwischen den Strophen, so wie sie Bleck rekonstruiert hat, sind unterschiedlich stark ausgeprägt. Dies ist jedoch bei Liedern üblich. Bei acht von zweiundzwanzig Strophenübergängen ist das Ende der Strophe mit dem Anfang der folgenden Strophe verklammert (3-4, 5-6, 6-7, 8-9, 17-18, 18-19, 19-20, 20-21). Bei einigen Strophen wird Wortmaterial aus vorangegangenen Strophen wiederholt (1-2, 2-3, 3-4, 8-9, 17-18, 20-21). Bei einer Reihe von anderen Strophenüberganängen werden nur ein bis drei Worte wiederholt. Bei den Übergängen 4/5 und 15/16 ist die Verbindung im Inhaltlichen zu finden.

### Analyse von Spervogels Lied
In dieser von Bleck neu rekonstruierten Reihenfolge kann das Lied inhaltlich in drei Teile unterteilt werden: Einleitung (initium), Hauptteil (medium) und Schluss (finis). Wie für die Zeit um 1200 üblich, steht im Eingangsvers des Liedes das Wort „gruz“. Das Grüßen am Anfang eines Liedes oder zumindest die Verwendung der Worte „gruoz/grüezen“ ist bei einer Reihe von Liedern dieser Zeit zu finden. In der Einleitung (1–7) wird der Hausherr als Gastgeber im Allgemeinen gelobt. In der dritten Strophe wird wohl von einem bestimmten Hausherren gesprochen, jedoch wird dieser nicht namentlich genannt. Außerdem stellt sich das Sprecher-Ich als „Lehrer von Weisheit und Tugend“ vor. Im Mittelteil (Strophen 8–18) werden verschiedene gesellschaftliche Beziehungen thematisiert. Das Sprecher-Ich spricht von Dienstverhältnissen und ausbleibendem Lohn für die erbrachte Arbeit. Im Schlussteil geht das Sprecher-Ich auf die persönliche Situation des Dichters ein. Formuliert werden sowohl Klagen als auch die Hoffnung auf Besserung der Situation. Der persönliche Adressat in Spervogels Lied scheint sein eigener (ehemaliger) Dienstherr zu sein. Da das Publikum anscheinend wusste, wer diese Person war, wird der Name nicht genannt. Vielleicht hat Spervogel dieses Lied geschrieben, um einen Dienstherren, der ihn entlassen wollte, umzustimmen. Die Tatsache, dass das Lied überliefert ist, spricht nach Bleck dafür, dass der Sänger mit seinem Vorhaben erfolgreich war, denn bei Misserfolg wäre das Lied wahrscheinlich verloren gegangen.

## Datierung und Lokalisierung
Bei der Datierung mittelhochdeutscher Sangsprüche gibt es das Problem, dass die Sprüche lange Zeit allein und für sich stehend betrachtet wurden und deshalb einzeln datiert wurden. Oft sind handschriftliche Überlieferungen nur dann gut datierbar, wenn im Text auf historische Ereignisse und/oder urkundlich bekannte Personen eingegangen wird, allerdings gibt es auch hier das Problem, dass Sprüche geschrieben wurden, lange Zeit nach dem ein Ereignis stattgefunden hat, was sich aber schlecht prüfen lässt. Da die überlieferten Strophen Spervogels keine Gönnerstrophen enthalten, ist es nicht möglich, eine Datierung anhand des Dienstherren vorzunehmen. Grund dafür könnte sein, dass diese Strophen nicht überliefert sind. Vielleicht enthielt Spervogels Lied aber auch nie Gönnerstrophen. Das fehlen eines Gönnernamens bringt neben dem Datierungsproblem auch ein Problem mit Lokalisierung mit sich. Zwar deutet die genaue Beschreibung des Rheins in Strophe 20 darauf hin, dass Spervogel aus dem Oberrheingebiet stammt und auch der Überlieferungszusammenhang spricht dafür: Die Sprüche Spervogels sind zusammen mit denen Hergers überliefert, von dem man denkt, dass er aus dem Oberrheingebiet stammt. Allerdings kann das schwerlich als Beweis gedeutet werden.

## Die Identität Spervogels
Der Name Spervogel ist zwar als Geschlechtsname urkundlich belegt, allerdings gibt es keine urkundlich belegte Person mit dem Namen Spervogel, die als der hier gemeinte Sänger oder ein naher Verwandter von ihm in Frage kommt. Von adeligen Minnesängern wurden die Spruchdichter aus verschiedenen Gründen verachtet. Ein Grund dafür war sicherlich, dass diese die Dichtung, die für den Adel eher künstlerische Nebenbeschäftigung war, für die Spruchdichter zu einer regulären Erwerbstätigkeit wurde. Einige Forscher vertreten die Ansicht, dass Sangspruchdichter wie Spervogel Ministeriale waren; Söhne des Landadels oder aus bürgerlichen Kreisen, die sich in den Hofdienst begeben haben, dies ist aber nicht belegt. Spekulation ist auch, dass aus einem Dichterstreit zwischen Spervogel und Walther von der Vogelweide hervorgehe, Spervogels eigentlicher Name sei Wîcman gewesen.

## Gattung
Die unter dem Namen Spervogel überlieferten Sprüche gehören zu der ältesten Schicht höfischer Lyrik und werden der Gattung Sangspruchdichtung zugeschrieben. Die Sangspruchdichtung ist eine Untergattung der höfischen Lyrik. Ursprünglich waren Sangsprüche einstrophige, metrisch-musikalisch gleichwertige Texte. Es wird angenommen, dass Sangsprüche die Weiterentwicklung der volkssprachigen Dichtung waren und somit keinen romanischen oder lateinischen Ursprung hatten. Erst Walther von der Vogelweide etablierte die Kanzonenform (1. Stollen, 2. Stollen, Abgesang) für die Sangspruchdichtung und näherte sie so dem Minnesang an. Dies erklärt, warum spätere Sangsprüche zwar nur unter Einbeziehung der romanischen Literatur zu verstehen sind, dem Wesen nach aber nicht aus dieser abgeleitet sind. Das Themenfeld der Sangspruchdichtung ist groß: gesellschaftliche oder kirchliche Normen, Herrscherkritik (beziehungsweise Herrscherlob), Totenklage, aktuelle politische Ereignisse und teilweise auch minne gehören zu den Hauptthemen. Auf die grundsätzliche Frage, wie der Mensch leben sollte, versuchen die Sangspruchdichter zu antworten. Die Herrscherkritik wurde das einzige Druckmittel für die Spruchdichter, da sie mit ihren Sprüchen politische Propaganda betreiben konnten – Herrscher schätzen ihr Lob und fürchten den Spott. Allgemein war die Stellung der Sangspruchdichter aber eher schlecht, da sie fahrende Berufsdichter waren und somit heimatlos (was mit Rechtlosigkeit einherging). Die Dichter waren also stark von Auftraggebern und Gönnern abhängig und das schürte die Konkurrenz unter den Dichtern.